# Albuca toxicaria
Albuca toxicaria là một loài thực vật có hoa trong họ Măng tây. Loài này được (C.Archer & R.H.Archer) J.C.Manning & Goldblatt mô tả khoa học đầu tiên năm 2009.